# Clostridium drakei
Clostridium drakei è una specie di batterio appartenente alla famiglia delle Clostridiaceae.